# Fran Lhotka
Fran Lhotka (ur. 25 grudnia 1883 w Mladej Vožice, zm. 26 stycznia 1962 w Zagrzebiu) – chorwacki kompozytor pochodzenia czeskiego.

## Życiorys
W latach 1899–1905 studiował w Konserwatorium Praskim, gdzie jego nauczycielami byli Karel Stecker, Josef Klička i Antonín Dvořák. Od 1908 do 1909 roku pracował jako nauczyciel muzyki w Jekaterynosławiu. W 1909 roku osiadł na stałe w Zagrzebiu. Początkowo był pierwszym waltornistą i korepetytorem w teatrze operowym. Od 1910 do 1961 roku wykładał w konserwatorium zagrzebskim, w latach 1923–1940 oraz 1948–1952 pełnił funkcję jego rektora. W latach 1912–1920 dyrygował chórem towarzystwa śpiewaczego Lisinskiego. Opublikował prace Dirigiranje (Zagrzeb 1931, 2 wyd. 1968) oraz Harmonija. Osnovi homofonog sloga (Zagrzeb 1948, 2 wyd. 1952, 3 wyd. 1961).
Tworzył w stylu późnoromantycznym. Tematykę wielu swoich dzieł czerpał z chorwackiej poezji, wykorzystywał rytmikę typową dla tańców ludowych. Przyczynił się do rozwoju współczesnego baletu chorwackiego.
Jego synem był kompozytor Ivo Lhotka-Kalinski.

## Wybrane kompozycje
(na podstawie materiałów źródłowych)

### Utwory orkiestrowe
- Scherzo F-dur (1905)
- Symfonia E-dur (1909)
- Koncert skrzypcowy d-moll (1913)
- Jugoslavenski capriccio (1913)
- Koncert na kwartet smyczkowy i orkiestrę (1924)
- Svečana ouvertura (1930)
- Budnica Trenkovih pandura (1932)
- Epilog (1957)
- Freske (1958)

### Utwory kameralne
- Vzpominka na róg i fortepian (1908)
- Kwartet smyczkowy g-moll (1911)
- Koncert na kwartet smyczkowy (1924)
- Mała suita na 4 flety (1928)
- Elegija i Scherzo na kwartet smyczkowy (1931)
- Trio na obój, klarnet i fagot (1948)

### Opery
- Minka (wyst. Zagrzeb 1918)
- More (wyst. Zagrzeb 1920)

### Balet
- Đavo i njegov šegrt (wyst. Zagrzeb 1931, 2. wersja pt. Đavo u selu wyst. Zurych 1935)
- Balada o jednoj srednjovjekovnoj ljubavi (wyst. Zurych 1937)
- Lûk (wyst. Monachium 1939)